# Liriomyza pulchella
Liriomyza pulchella är en tvåvingeart som beskrevs av Mitsuhiro Sasakawa 1961. Liriomyza pulchella ingår i släktet Liriomyza och familjen minerarflugor. Inga underarter finns listade i Catalogue of Life.